# Marta Mestre
Marta Mestre (Beja, 1980) es curadora, editora, crítica de arte y profesora de portugués reconocida por su trabajo en instituciones culturales de Portugal, como el Centro de Arte Sines y el Centro Internacional de las Artes José de Guimarães, y de Brasil, como el Instituto Inhotim, el Museo de Arte Moderno de Río de Janeiro (MAM-Rio), y la Escuela de Artes Visuales del Parque Lage.

## Trayectoria
Mestre se graduó en Historia del Arte en la Universidad Nueva de Lisboa y realizó su Maestría en Cultura y Comunicación en la Universidad de Aviñón, tras lo que regresó a Portugal para dirigir la programación del Centro de Artes de Sines, coordinando las actividades vinculadas a las artes visuales, las artes escénicas y las exposiciones entre 2005 y 2008. En 2010, bajo el programa Inov-Art, se trasladó a Brasil, donde trabajó como curadora asistente en el MAM-Rio hasta 2015.
Entre 2010 y 2012 participó en el proyecto editorial Ymago, responsable de la publicación en portugués de autores como Jacques Rancière, Aby Warburg y Hans Belting.
Fue miembro del Comité de Selección del Premio PIPA en 2015, 2017 y 2018.
Entre 2016 y 2017, se incorporó al equipo curatorial del Instituto Inhotim integrado en ese momento por el norteamericano Allan Schwartzman y el alemán Jochen Volz. El Instituto está ubicado en Minas Gerais, Brasil y está considerado el centro de arte contemporáneo al aire libre más grande de América Latina.
En 2016 fue curadora invitada y docente en la Escuela de Artes Visuales Parque Lage, en Río de Janeiro, Brasil.
En septiembre de 2020 se convirtió en curadora general del Centro Internacional de las Artes José de Guimarães (CIAJG), en Guimarães, Portugal.

## Obra

### Exposiciones, algunas en colaboración
- A situação está tensa mas sob controlo en Artecontempo, Lisboa, 2005[14]

- Estado de Atenção en Casa da Cerca, Almada, 2010[14]

- Terceira Metade: Atlântico Sul en el Museo de Arte Moderno de Río de Janeiro (MAM-Rio) ), 2011[14]

- Rodrigo Souza Leão en MAM-Rio, 2011

- Novas Aquisições 2010-2012 . Col. Gilberto Chateaubriand en MAM-Rio, 2012[14]

- Deus não Surfa en Río de Janeiro, 2013

- Mundos cruzados (MAM, 2014), Acções, Estratégias e Situações en el MAM-Rio, 2015[7]

- “ Daniel Steegmann / Philippe Van Snick ” en MAM-Rio y Casa Modernista, São Paulo, 2015

- “Vijai Patchineelam: Resistir o passado, ignorar o futuro e a incapacidade de conter o presente” en MAM-Rio, 2016

- “Agora somos mais de mil” en la Escuela de Artes Visuales Parque Lage, 2016

- “Tunga: ciclo de instaurações” en Instituto Inhotim, 2016

- “Por aqui tudo é novo…” en Instituto Inhotim, 2016

- “Ricardo Basbaum : Cut-contact-contamination” en la Galería Jaqueline Martins, São Paulo, 2017

- “Song for my Hands: Brent Wadden, Flávia Vieira, Frank Ammerlaan, Richard Serra, Leonor Antunes, Tobias Putrih, Iván Argote ” en el Museo Oscar Niemeyer, Bienal de Curitiba, 2017

### Publicaciones
- Potência e adversidade: arte da América Latina nas coleções em Portugal = Potency and adversity : art from Latin America in the Portuguese collections / curadora Marta Mestre; coord. Rita Salgueiro; fot. Bruno Lopes. - Lisboa: Galerias Municipais - EGEAC, 2017. ISBN 978-989-8167-58-3[15]

- Publicó en Arte y Parte (Santander), Dardo (Santiago de Compostela), Arte Capital (Lisboa), Concinittas (Río de Janeiro).[14]

## Reconocimientos y premios
- En 2012 fue seleccionada en el 'Laboratorio Curatorial' de la Bienal de Arte de São Paulo.[6][16]

- “Travel Grant Awards/CIMAM 2014."[17]